# Tuổi Trẻ (báo)
Tuổi Trẻ là một nhật báo của Việt Nam trực thuộc Thành ủy Thành phố Hồ Chí Minh. Tờ báo đã phát triển thành một tổ hợp truyền thông đa phương tiện bao gồm hệ sinh thái báo điện tử Tuổi Trẻ Online, tuần báo Tuổi Trẻ Cuối Tuần, bán nguyệt san Tuổi Trẻ Cười và Tuoi Tre News (tiếng Anh). Tính đến năm 2009, ấn phẩm đã phát hành trên toàn quốc với con số bình quân 450.000 bản in, có thời điểm đạt hơn nửa triệu bản một ngày.

## Lịch sử
Bốn tháng sau thời điểm quân đội Hoa Kỳ rút khỏi Việt Nam, theo lời gợi ý từ Tổng Bí thư Lê Duẩn trong một lần làm việc với Thành đoàn Thành phố, Tuổi Trẻ chính thức được ra đời vào ngày 2 tháng 9 năm 1975, tiền thân trước đó của báo xuất hiện dưới dạng bản tin Hội Liên hiệp Thanh niên Học sinh Sinh viên Sài Gòn – Gia Định (thuộc Ban Tuyên huấn Thành đoàn Thanh niên nhân dân Cách mạng Hồ Chí Minh). Từ một ấn phẩm có số lượng ấn hành ban đầu chỉ rơi vào ngưỡng 5.000 bản/tuần, lượng xuất bản của báo đã tăng gấp đôi trong giai đoạn hoạt động 1975 – 1980. Năm 1981, tờ báo phát hành hai kỳ/tuần với lượng tiêu thụ 30.000 bản mỗi kỳ, sau đó vượt lên mức từ 450.000 đến nửa triệu bản mỗi ngày vào cuối thập niên đầu của thế kỷ 21.
— Lời phản ảnh của cố Thủ tướng Võ Văn Kiệt trong một lần làm việc với Tuối Trẻ vào năm 1980.
Trước đó vào tháng 4 năm 1980, giữa bối cảnh đất nước đang ngập chìm trong bao cấp, Bí thư Thành ủy Thành phố Hồ Chí Minh tại thời điểm đó là Võ Văn Kiệt đã quyết định từng bước cắt tài trợ nguồn ngân sách nhằm trả lại quyền tự chủ tài chính cho tòa soạn báo. Và kể từ đây Tuổi Trẻ dần chuyển mình, bước đầu thành lập xưởng hóa chất cung cấp thành phẩm cho các nhà máy giấy để đổi lấy nguyên liệu in báo, các phụ san sau đó lần lượt được lưu hành, tiêu biểu nhất là Tuổi Trẻ Cười – ấn phẩm truyền thông trào phúng đầu tiên của Việt Nam kể từ sau sự kiện Sài Gòn sụp đổ ra mắt số báo in khởi điểm vào năm 1984. Và đến ngày 30 tháng 4 trong cùng năm, tờ báo tiếp tục thành lập xí nghiệp in nhằm chủ động hoàn toàn trong khâu sản xuất để đáp ứng nhu cầu ngày càng tăng trên thị trường. Nhà máy được đặt theo tên của liệt sĩ Lê Quang Lộc – một cán bộ Thành Đoàn đã qua đời ngày 14 tháng 4 năm 1975 tại Hóc Môn trên đường tiến về Sài Gòn trong chiến dịch Hồ Chí Minh.
Năm 2003, phiên bản báo điện tử chính thức hòa mạng Internet tại địa chỉ tuoitre.com.vn. Theo số liệu thống kê từ công ty Alexa của tập toàn Amazon Hoa Kỳ tại thời điểm đầu ra mắt cho thấy Tuổi Trẻ Online hiện diện ở vị trí 39.238 trên tổng số 3 tỷ website ở phạm vi toàn cầu, trong đó lưu lượng truy cập nước ngoài chiếm tỷ trọng 58.72%, và vào năm 2021 thì vươn lên đến vị trí 19 trên bảng danh sách 50 website hàng đầu của Việt Nam. Ngoài ra trong năm 2010, Tuổi Trẻ xếp hạng 6 trên 100 tờ báo phổ biến hàng đầu tại Châu Á, thứ 34 trong 200 ấn phẩm truyền thông định kỳ trên thế giới theo đánh giá của trang tin thư mục và tìm kiếm quốc tế 4 International Media & Newspapers. Năm 2018, sau 3 tháng tạm ngưng hoạt động, giao diện trực quan của báo mạng được cập nhật mới nhằm hướng đến tối ưu hóa trải nghiệm người dùng.
Thời gian đầu nhật báo có trụ sở hoạt động tại số 55 Duy Tân, Phạm Ngọc Thạch, Quận 3, Thành phố Hồ Chí Minh, sau đó di dời tòa soạn về địa chỉ 60A Đường Hoàng Văn Thụ, Phường 9, Quận Phú Nhuận. Ngày 18 tháng 6 năm 2010, báo điện tử phiên bản Tiếng Anh Tuoi Tre News được thành lập và một năm sau đó thì ra mắt nền tảng trực tuyến Tuổi Trẻ Mobile trên các thiết bị di động. Năm 2020, ấn phẩm nằm dưới sự quản lý của Thành ủy Thành phố Hồ Chí Minh, và hai năm sau thì tòa soạn báo bắt đầu chạy thử nghiệm chuyên mục Podcast nhằm đa dạng hóa kênh phân phối để tiếp cận được nhiều đối tượng hơn trên không gian ảo. Đến năm 2023, Tuổi Trẻ tiếp tục sáp nhập với Báo Khăn Quàng Đỏ theo chủ trương của nhà nước trong lộ trình sắp xếp, phát triển và quản lý các cơ quan truyền thông tại Việt Nam.

## Tranh cãi
Tuổi Trẻ đã trải qua một chặng đường lịch sử đầy thăng trầm và biến cố, trong đó không ít vấn đề quan ngại đã khiến các tổ chức xuyên biên giới và truyền thông quốc tế phải lên tiếng. Dưới đây là những sự việc điển hình được đưa tin rộng rãi và có sức ảnh hưởng trong dư luận xuyên suốt khoảng thời gian hoạt động của ấn phẩm:

### Xử phạt
Năm 1992, bà Vũ Kim Hạnh – Tổng Biên tập báo tại thời điểm đó đã bị cách chức ngay sau khi cho đăng loạt bài phóng sự mô tả về cuộc sống ở Bắc Hàn, và đặc biệt là xuất bản một số tư liệu chưa từng công bố liên quan đến danh tính của người phụ nữ được cho là vợ của Chủ tịch Hồ Chí Minh. Cùng năm sự việc này đã được nêu trong bản báo cáo về vấn đề nhân quyền trên thế giới của tổ chức Human Rights Watch, một phiên bản tường trình cũng được lưu trữ trên website chính thức của Cao ủy Liên Hợp Quốc về người tị nạn.
Đầu thế kỷ 21, chỉ hai tháng sau chuyến công du lịch sử của vị Tổng thống Hoa Kỳ đầu tiên đến thăm Việt Nam kể từ khi kết thúc cuộc chiến kéo dài gần 20 năm, Tuổi Trẻ dưới sự điều hành của Tổng biên tập tiếp theo là ông Lê Văn Nuôi đã khởi xướng một cuộc thăm dò dư luận, kết quả cuối cùng cho thấy giới trẻ Việt Nam ưa chuộng Bill Gates và Bill Clinton hơn cả ban lãnh đạo đương nhiệm quốc gia trong Bộ Chính trị. Cơ quan kiểm duyệt nhà nước ngay lập tức tiêu hủy 120.000 bản in giấy chứa thông tin này chỉ trong vòng vài giờ sau khi tạp chí xuất hiện trên các sạp báo, các thành viên nằm trong ban biên tập được lệnh phải viết bản tự phê bình. Đến năm 2002, Bộ Văn hóa và Thông tin ra quyết định treo thẻ hành nghề ký giả của ông Nuôi cùng hai phụ tá và không được gia hạn trong vòng một năm.
Năm 2005, sau khi đăng tải một chuỗi gồm 19 bài điều tra về công ty dược phẩm Zuellig Pharma đang âm thầm thao túng làm lũng đoạn thị trường thuốc tây nhập khẩu vào Việt Nam, Cơ quan An ninh điều tra Bộ Công an đã ra quyết định khởi tố phóng viên viết bài về hành vi "chiếm đoạt tài liệu bí mật nhà nước", đồng thời cấm đối tượng ra khỏi khu vực cư trú, nguyên nhân xuất phát từ một mẩu tin chứa công văn của Bộ Y tế đăng trên Tuổi Trẻ số ra ngày 20 tháng 5 năm 2004. Vụ việc này đã thu hút sự quan tâm của dư luận trong bối cảnh giá thuốc tăng cao do sự độc quyền của những đơn vị phân phối, nhiều luật sư, hãng luật và ngay cả Phó Chủ tịch Hội Nhà báo Việt Nam tại thời điểm đó cũng đều lên tiếng phản đối trước việc truy cứu hình sự tác giả bài viết. Thanh Niên cho biết sau khi đối chiếu với danh mục bí mật của ngành y tế, văn bản tường trình được dẫn trong mẩu tin không thuộc phạm vi mật nào. Trong khi đó, Đại Đoàn Kết cho rằng việc khởi tố hành vi tác nghiệp của phóng viên có thể nhận định là một dạng bao che cho tiêu cực trước công luận. Đến ngày 23 tháng 4 năm 2005, Viện kiểm sát nhân dân tối cao ra quyết định đình chỉ vụ án, hủy bỏ lệnh cấm và miễn truy cứu bị can với lý do không đủ căn cứ pháp lý để kết án, nhưng vẫn bị quy kết vào tội "chiếm đoạt tài liệu" và yêu cầu Tuổi Trẻ xử lý phóng viên bằng biện pháp hành chính.
Năm 2008, sau khi đưa tin về bê bối PMU18 liên quan đến giới viên chức của Bộ Giao thông Vận tải biển thủ hàng triệu Mỹ kim trong quỹ công để đặt cược vào các trận đấu bóng đá Châu Âu, xe hơi sang trọng, tình nhân và gái mại dâm, hai nhà báo Nguyễn Văn Hải của Tuổi Trẻ và Nguyễn Việt Chiến đến từ Thanh Niên đã bị bắt tạm giam với cáo buộc "lợi dụng chức vụ, quyền hạn trong khi thi hành công vụ", cùng với hai nhân viên điều tra của ngành công an được xác định đã cung cấp thông tin vụ án cho họ với tội danh "cố ý làm lộ bí mật công tác". Vụ bắt giữ diễn ra trong bối cảnh các phương tiện truyền thông được chính phủ khuyến khích viết bài về tham nhũng đã dẫn đến một làn sóng phản đối trong nền báo chí Việt Nam cũng như khiến nhiều hãng thông tấn quốc tế phải vào cuộc. Tạp chí Time của Mỹ cho biết "đây là một trường hợp kinh điển về việc bắn người đưa tin", còn tờ nhật báo The Wall Street Journal thì bình luận việc nhắm vào hai nhân vật trên là một dấu hiệu cho thấy đang có sự cạnh tranh giữa các thế lực trong chính phủ nhằm kiểm soát xu hướng mở cửa báo chí. Ở phạm vi trong nước, giới lãnh đạo Hội Nhà báo nói rằng sẽ bảo vệ quyền lợi cho hai ký giả, hàng ngàn bạn đọc gửi thư đến tòa soạn khen ngợi công trạng của phóng viên tác nghiệp, ngoài ra còn có một loạt giới Blogger, nhiều cây bút tác nghiệp cho hãng tin trong nước, cùng với các tổ chức xuyên quốc gia như Reporters Without Borders và Committee to Protect Journalists đều lên tiếng phản đối. Đặc biệt hơn cả là sự phản đối mạnh mẽ đến từ hai toà soạn báo nơi hai vị phóng viên cộng tác, Thanh Niên đặt câu hỏi có hơn 1.000 bài viết về PMU18 đăng tải trên gần 100 nhật báo trong nước, tại sao chỉ có hai người bị bắt, còn Tuổi Trẻ thì cho rằng "công lý bị nhạo báng" và "đồng nghiệp đó đang trả giá cho những dòng tin của mình về vụ PMU18". Nhưng chỉ vài ngày sau khi các thông tin trên được loan tin rộng rãi, theo chỉ đạo từ Bộ Văn hóa và Thông tin, giới truyền thông Việt Nam bắt đầu giữ im lặng.

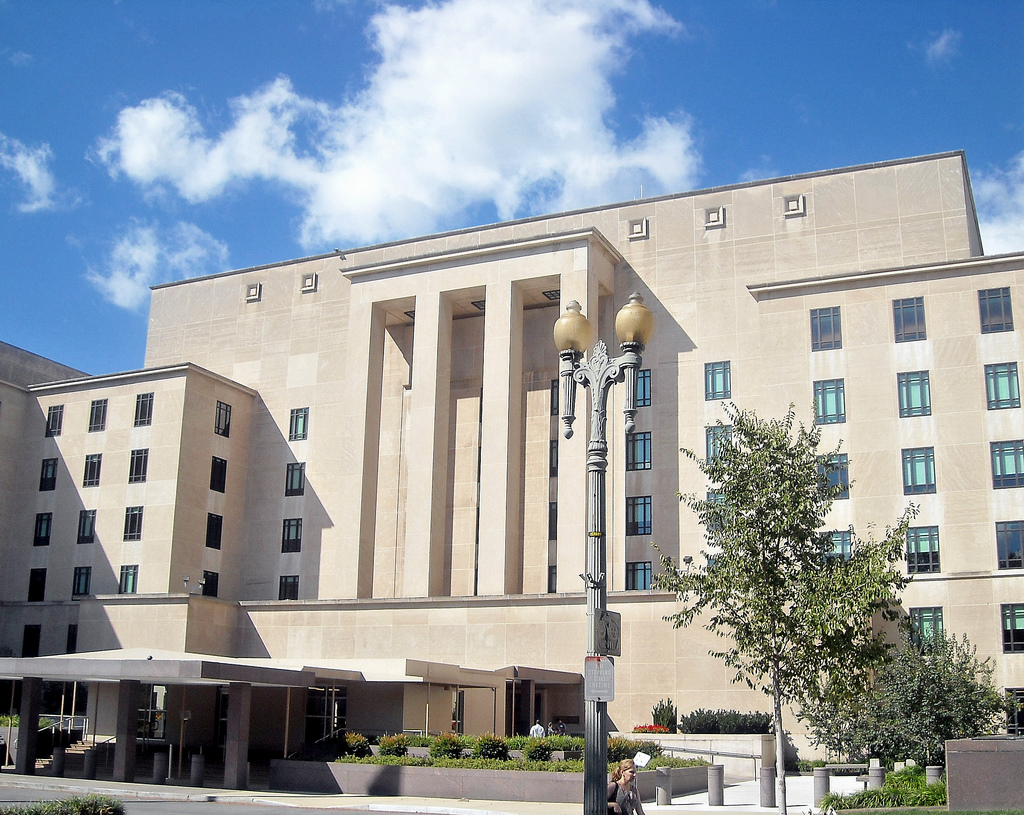
Việt Nam bắt giữ và tuyên án tù đối với hai nhà báo của Tuổi Trẻ và Thanh Niên vào năm 2008 đã khiến Bộ Ngoại giao Hoa Kỳ phải lên tiếng.

Tiếp nối dòng sự kiện, đầu tháng 8 năm 2008, bốn thành viên thuộc ban lãnh đạo của Tuổi Trẻ và Thanh Niên bị tước thẻ hành nghề vì duyệt đăng "những thông tin sai sự thật nghiêm trọng", nhưng thực tế đây được cho là hậu quả của việc họ đã mạnh dạn viết bài bênh vực đồng nghiệp, cùng thời điểm, đài phát thanh NPR của Hoa Kỳ nhận định sự kiện này sẽ khiến giới phóng viên Việt Nam trở nên thận trọng và tự kiểm duyệt hơn trong tương lai. Hơn hai tháng sau, ông Hải bị tuyên 24 tháng cải tạo không giam giữ, còn ông Chiến thì phải chịu mức án hai năm tù giam vì đưa tin không chính xác và "lợi dụng quyền tự do dân chủ". Các công tố viên lập luận rằng báo cáo của hai nhà báo có sự sai sót, thiên vị và đã làm hoen ố hình ảnh của các quan chức, cán bộ chính phủ và đất nước  trước kỳ Đại hội Đảng diễn ra vào năm 2006. Trong khi truyền thông Việt Nam được yêu cầu phải đưa tin "chỉ sự thật và không bình luận", quá trình xét xử tiếp tục nhận về sự chỉ trích của nhiều tổ chức nhân quyền, giới ngoại giao và truyền thông quốc tế. Nhật báo Financial Times đến từ Vương Quốc Anh nhấn mạnh chính hai ký giả này đã góp phần vạch trần một đại án khiến cho cơ quan đứng đầu quốc gia "vô cùng xấu hổ", thì việc bỏ tù họ đã biến những nỗ lực chống tham nhũng của nhà nước "bị nghi ngờ". Ngoài ra sự phản đối bản án còn đến từ các tổ chức xuyên biên giới nổi bật như PEN America, OMCT, FIDH, RSF, AI, và HRW. Đỉnh điểm vấn đề này đã xuất hiện trong bản báo cáo của Bộ Ngoại giao Hoa Kỳ về tình hình nhân quyền tại Việt Nam liên tiếp hai năm 2008 và 2009.
Vài năm sau, một phóng viên khác của ấn phẩm tiếp tục bị vướng vào vòng lao lý, cụ thể sau khi xuất bản loạt bài phóng sự phanh phui về tình trạng tham nhũng trong ngành cảnh sát giao thông tại Việt Nam khiến dư luận bất bình, tác giả Hoàng Khương đã bị bắt tạm giam vào đầu năm 2012 với cáo buộc "đưa hối lộ", Tuổi Trẻ ngay sau đó truyền thông bản kết luận của Cơ quan Cảnh sát điều tra dùng để truy tố bị can "chưa đủ sức thuyết phục vì thiếu căn cứ pháp lý và thực tế". Để có bằng chứng tác nghiệp, vị ký giả này đã thông qua nhân vật trung gian trao số tiền 15 triệu đồng (710 USD) cho một viên cảnh sát nhằm lấy lại chiếc xe máy đang bị giam giữ, cơ quan tố tụng khẳng định hành động này của nhà báo "xuất phát từ lợi ích cá nhân" nên đã tuyên phạt ông mức án 4 năm tù giam. Vụ việc đã gây nên một làn sóng tranh cãi trong công luận về đạo đức báo chí tại Việt Nam, nhiều luật sư trong nước phản đối bản cáo trạng, còn hãng thông tấn Agence France-Presse của Pháp thì dẫn nguồn tin cho biết các chuyên gia bày tỏ lo ngại vấn đề này có thể ngăn cản giới phóng viên giải quyết vấn nạn tham nhũng trong tương lai. Sự kiện về Hoàng Khương đã được Ủy ban Nhân quyền Tom Lantos của Hạ viện Hoa Kỳ đề cập đến trong bản báo cáo hàng năm, cùng với sự phản đối của nhiều tổ chức phi thương mại hoạt động vì quyền lợi con người như OMCT, CPJ, RSF, và FIDH.
Năm 2018, chỉ vài tuần sau khi các cuộc biểu tình phản đối Luật đặc khu kinh tế và An ninh mạng nổ ra trên khắp Việt Nam, báo điện tử Tuổi Trẻ Online đã bị Cục Báo chí yêu cầu phải cải chính, nộp phạt 220 triệu đồng, đồng thời đình bản ba tháng vì hành vi xuất bản "thông tin sai sự thật gây ảnh hưởng rất nghiêm trọng" trong một bản tin loan báo Chủ tịch Trần Đại Quang tán thành ý tưởng về luật biểu tình, cùng với phần bình luận dưới bài viết hơn một năm trước về phát triển đường cao tốc đã làm "mất đoàn kết dân tộc". Tạp chí quốc tế The Diplomat trong khi đánh giá Tuổi Trẻ mang tính điều tra và ít thiên về tuyên truyền thuần túy hơn các cơ quan truyền thông khác, thì việc xử phạt đã "giáng một đòn mạnh nữa vào quyền tự do ngôn luận ở Việt Nam". Tập đoàn báo chí Asia Times ở Hồng Kông thì cho biết tuy hình phạt tương đối nhẹ, nhưng lại đối chiếu vấn đề này "với các cuộc trấn áp truyền thông và kiểm duyệt internet đang diễn ra ở nước láng giềng Trung Quốc". Bên cạnh đó, Đài Tiếng nói Hoa Kỳ trích dẫn lời của phó giám đốc Chương trình Đông Nam Á tại Trung tâm Nghiên cứu Chiến lược và Quốc tế nhận định việc đóng cửa website "là một phát súng cảnh cáo tờ báo này và các tờ báo khác phải thận trọng hơn". Tương tự như trước, vụ việc đã khiến các tổ chức phi chính phủ như Freedom House, RSF, CPJ phải lên tiếng, và một lần nữa Bộ Ngoại giao Hoa Kỳ tiếp tục nêu vấn đề của Tuổi Trẻ trong bản báo cáo nhân quyền tại Việt Nam ngay cùng năm.

### Những sự việc khác
Năm 2018, sau khi bị một nữ cộng tác viên đệ đơn tố cáo xâm hại tình dục, trưởng phòng truyền hình của Tuổi Trẻ đã nộp đơn xin từ chức. Suốt năm tháng điều tra, phía công an cuối cùng ra thông cáo cho biết sẽ không khởi tố vụ án vì không có đủ chứng cứ để xác minh hành vi cấu thành phạm tội. Hai năm sau, tòa soạn báo tiếp tục vấp phải sự phản đối và phải gửi lời xin lỗi vì đăng tải một bức tranh biếm họa về Phật giáo trên Facebook, Giáo hội Phật giáo Việt Nam cho rằng nội dung này đã xúc phạm đến vị tu hành Thích-ca Mâu-ni và phỉ báng đạo Phật.

## Ban lãnh đạo
| Giai đoạn   | Tổng biên tập      | Nguồn   |
| ----------- | ------------------ | ------- |
| ?           | Hoàng Đôn Nhật Tân | [ 129 ] |
| 1977 – 1983 | Võ Như Lanh        | [ 130 ] |
| 1983 – 1992 | Vũ Kim Hạnh        | [ 131 ] |
| 1992 – 2003 | Lê Văn Nuôi        | [ 132 ] |
| 2003 – 2008 | Lê Hoàng           | [ 133 ] |
| 2009 – 2014 | Phạm Đức Hải       | [ 134 ] |
| 2015 – 2016 | Tăng Hữu Phong     | [ 135 ] |
| 2017 – nay  | Lê Thế Chữ         | [ 136 ] |

## Danh hiệu
| Quốc gia | Năm  | Giải thưởng                   | Nguồn   |
| -------- | ---- | ----------------------------- | ------- |
| Việt Nam | 2016 | Huân chương Lao động hạng Nhì | [ 137 ] |
| Việt Nam | 2023 | Huân chương Lao động hạng Ba  | [ 138 ] |